# Copa del Mundo de ciclismo en pista de 1995
La Copa del Mundo de ciclismo en pista de 1995 es la 3ª edición de la Copa del Mundo de ciclismo en pista. Se celebra del 19 de mayo de 1995 al 17 de septiembre de 1995 con la disputa de seis pruebas.

## Pruebas
| Fecha                       | Lugar      |
| --------------------------- | ---------- |
| 19-21 de mayo de 1995       | Atenas     |
| 9-11 de junio de 1995       | Cottbus    |
| 13-15 de julio de 1995      | Adelaida   |
| 18-20 de julio de 1995      | Toquio     |
| 25-27 de agosto de 1995     | Mánchester |
| 15-17 de septiembre de 1995 | Quito      |

## Resultados

### Masculinos
| Evento                  | Ganador                                                  | Segundo                                                  | Tercero                                          |
| Atenas                  | Atenas                                                   | Atenas                                                   | Atenas                                           |
| ----------------------- | -------------------------------------------------------- | -------------------------------------------------------- | ------------------------------------------------ |
| Keirin                  | Patrice Sulpice                                          |                                                          |                                                  |
| Velocidad               | Patrice Sulpice                                          | Federico Paris                                           | Marty Nothstein                                  |
| Velocidad por equipos   | Patrice Sulpice Hervé Robert Thuet Florian Rousseau      | Serguei Bohanchev Alexei Zinoviev Alexandr Khromikh      | Sören Lausberg Michael Scheurer Matthias Schulze |
| Persecución             | Graeme Obree                                             | Dietmar Müller                                           | Jan Bo Petersen                                  |
| Persecución por equipos | Bandera de Alemania                                      | Bandera de Francia                                       | Bandera de Dinamarca                             |
| Puntuación              | Andreas Beikirch                                         | Bruno Risi                                               | Jan Bo Petersen                                  |
| Madison                 | Etienne De Wilde Lorenzo Lapage                          |                                                          | Wolfgang Kotzmann Roland Garber                  |
| Cottbus                 |                                                          |                                                          |                                                  |
| Km. contrarreloj        | Grzegorz Krejner                                         | Frédéric Lancien                                         | José Antonio Escuredo                            |
| Persecución             | Graeme Obree                                             | Jens Lehmann                                             | Philippe Ermenault                               |
| Madison                 | Andreas Beikirch Uwe Messerschmidt                       | Wolfgang Kotzmann Roland Garber                          | -                                                |
| Adelaida                |                                                          |                                                          |                                                  |
| Keirin                  | Gary Neiwand                                             | Darryn Hill                                              |                                                  |
| Km. contrarreloj        | Sören Lausberg                                           |                                                          |                                                  |
| Velocidad               | Darryn Hill                                              | Gary Neiwand                                             | Patrice Sulpice                                  |
| Velocidad por equipos   | Patrice Sulpice                                          | Gary Neiwand Darryn Hill Danny Day                       |                                                  |
| Persecución             | Graeme Obree                                             | Philippe Ermenault                                       |                                                  |
| Persecución por equipos | Philippe Ermenault                                       | Brett Aitken Tony Homan Haydn Bradbury James Cross       |                                                  |
| Toquio                  |                                                          |                                                          |                                                  |
| Keirin                  | Darryn Hill                                              | Gary Neiwand                                             | Emanuel Raasch                                   |
| Km. contrarreloj        | Benoît Vétu\|FRA}}                                       | Grzegorz Krejner                                         | Jens Glücklich                                   |
| Velocidad               | Darryn Hill                                              | Florian Rousseau                                         | Tomohiro Kitagawa                                |
| Persecución por equipos | Patrice Sulpice                                          |                                                          |                                                  |
| Persecución             | Philippe Ermenault                                       | Graeme Obree                                             | Friedrich Berein                                 |
| Persecución per equipos | Philippe Ermenault                                       |                                                          |                                                  |
| Puntuación              | Brett Aitken                                             | Serge Barbara                                            | Stefan Steinweg                                  |
| Madison                 | Serge Barbara Cyril Bos                                  | Uwe Messerschmidt Stefan Steinweg                        | Brett Aitken Anthony Homan                       |
| Mánchester              |                                                          |                                                          |                                                  |
| Keirin                  | Frédéric Magné                                           | Marty Nothstein                                          | Eric Schoefs                                     |
| Km. contrarreloj        | Benoît Vétu                                              | José Antonio Escuredo                                    |                                                  |
| Velocidad               | Marty Nothstein                                          | Lars Brian Nielsen                                       |                                                  |
| Velocidad por equipos   | Bandera de Italia                                        | Bandera de España                                        | Bandera de Francia                               |
| Persecución             | Andrea Collinelli                                        | Graeme Obree                                             |                                                  |
| Persecución por equipos | Christian Lademann Ronny Lauke Thorsten Rund Heiko Szonn |                                                          |                                                  |
| Puntuación              | Bruno Risi                                               | Joan Llaneras                                            | Marco Villa                                      |
| Puntuación              | Bruno Risi                                               |                                                          |                                                  |
| Madison                 | Silvio Martinello Marco Villa                            | Andreas Beikirch Uwe Messerschmidt                       | Bruno Risi Kurt Betschart                        |
| Quito                   |                                                          |                                                          |                                                  |
| Persecución por equipos | Bandera de Alemania                                      | Julian Dean Gregory Henderson Tim Carswell Lee Vertongen |                                                  |
| Puntuación              | Glenn McLeay                                             |                                                          |                                                  |

### Femeninos
| Evento              | Ganadora              | Segunda               | Tercera               |
| Atenas              | Atenas                | Atenas                | Atenas                |
| ------------------- | --------------------- | --------------------- | --------------------- |
| 500 m. contrarreloj | Félicia Ballanger     | Galina Yeniujina      | Antonella Bellutti    |
| Velocidad           | Oxana Gríshina        | Félicia Ballanger     | Galina Yeniujina      |
| Persecución         | Catherine Marsal      | Antonella Bellutti    | Judith Arndt          |
| Puntuación          | Catherine Marsal      | Ingrid Haringa        | Judith Arndt          |
| Cottbus             |                       |                       |                       |
| 500 m. contrarreloj | Félicia Ballanger     | Erika Salumäe         | Oxana Gríshina        |
| Velocidad           | Oxana Gríshina        | Galina Yeniujina      | Erika Salumäe         |
| Persecución         | Janie Eickhoff        | Antonella Bellutti    | Rasa Mažeikytė        |
| Puntuación          | Janie Eickhoff        | Ina-Yoko Teutenberg   | Maria Jongeling       |
| Adelaida            |                       |                       |                       |
| 500 m. contrarreloj | Félicia Ballanger     | Erika Salumäe         | Michelle Ferris       |
| Velocidad           | Erika Salumäe         | Félicia Ballanger     | Michelle Ferris       |
| Persecución         | Sarah Ulmer           | Karen Barrow          | Ina-Yoko Teutenberg   |
| Puntuación          | Nathalie Lancien-Even | Félicia Ballanger     | Sarah Ulmer           |
| Toquio              |                       |                       |                       |
| 500 m. contrarreloj | Erika Salumäe         | Chang Yu Bin          | Félicia Ballanger     |
| Velocidad           | Wang Yan              | Erika Salumäe         | Félicia Ballanger     |
| Persecución         | Sarah Ulmer           | Ma Huizhen            | Karen Barrow          |
| Puntuación          | Ina-Yoko Teutenberg   | Michelle Ferris       | Ludmilla Gorojanskaya |
| Mánchester          |                       |                       |                       |
| 500 m. contrarreloj | Félicia Ballanger     | Erika Salumäe         | Annett Neumann        |
| Velocidad           | Félicia Ballanger     | Tanya Dubnicoff       | Erika Salumäe         |
| Persecución         | Antonella Bellutti    | Svetlana Samokhvalova | Marion Clignet        |
| Puntuación          | Svetlana Samokhvalova | Nathalie Lancien-Even | Ingrid Haringa        |
| Quito               |                       |                       |                       |
| 500 m. contrarreloj | Erika Salumäe         | Oxana Gríshina        | Rita Razmaitė         |
| Velocidad           | Erika Salumäe         | Oxana Gríshina        | Donna Wynd            |
| Persecució          | Sarah Ulmer           | Natalia Karimova      | Anke Wichmann         |
| Puntuació           | Jacqueline Nelson     | Svetlana Samokhvalova | Belem Guerrero        |

## Clasificaciones
| Rang | País    | Total |
| ---- | ------- | ----- |
| 1    | Francia |       |